# Iglesia de Geiranger
La Iglesia de Geiranger (en noruego: Geiranger kyrkje) es una iglesia parroquial perteneciente a la Iglesia de Noruega en el municipio de Stranda, en el condado de Møre og Romsdal, Noruega. Se encuentra en el pueblo de Geiranger, y al final del famoso Geirangerfjorden (fiordo de Geiranger). Es la iglesia de la parroquia de Geiranger, que forma parte del prosti (decanato) de Nordre Sunnmøre en la diócesis de Møre. La iglesia de madera blanca fue construida en un diseño octogonal en 1842 utilizando planos elaborados por el arquitecto Hans Klipe. La iglesia tiene capacidad para unas 165 personas.

## Historia
Los primeros registros históricos existentes de la iglesia datan de 1589, pero la iglesia existía previamente. La primera iglesia en Geiranger fue una iglesia de madera construida posiblemente en el siglo XV como capilla. El primer edificio medía unos 6 metros de ancho y unos 17 metros de largo. En algún momento, se agregaron al edificio un presbiterio con entramado de madera y un pórtico de iglesia. En 1742, la antigua capilla fue derribada. Dos años más tarde, en 1744, se completó una nueva iglesia cruciforme de madera en el mismo sitio. El 2 de julio de 1841, la iglesia se incendió después de que una persona sordomuda que formaba parte de la parroquia incendiara el edificio en un caso de incendio provocado. Los registros de la iglesia dicen que el hombre tenía 52 años y siempre fue conocido por ser un "hombre correcto y piadoso". Al año siguiente, en 1843, se construyó un nuevo edificio octogonal en el mismo sitio. El nuevo edificio tiene una torre en el techo sobre el centro de la iglesia. La nueva iglesia se completó el 16 de julio de 1842 y fue consagrada el 28 de agosto de 1842.
La iglesia fue decorada por el tallador de madera Einar Flydahl con motivo del centenario de la iglesia. El retablo fue tallado por Flydal y pintado por Harald Brun en 1902 y representa a Cristo como consolador. La campana de la iglesia es de 1899 y el órgano de 1964.

## Galería

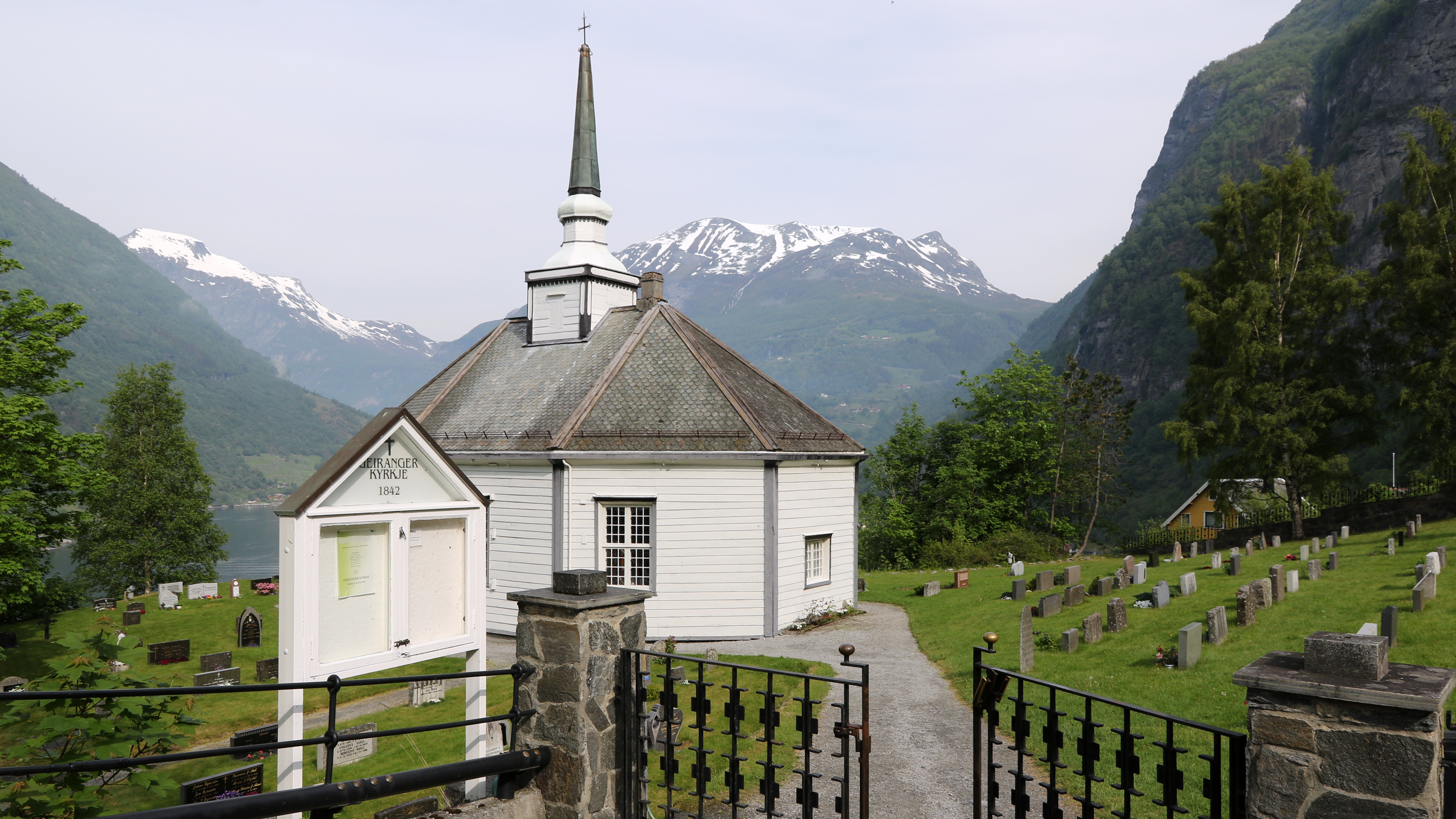
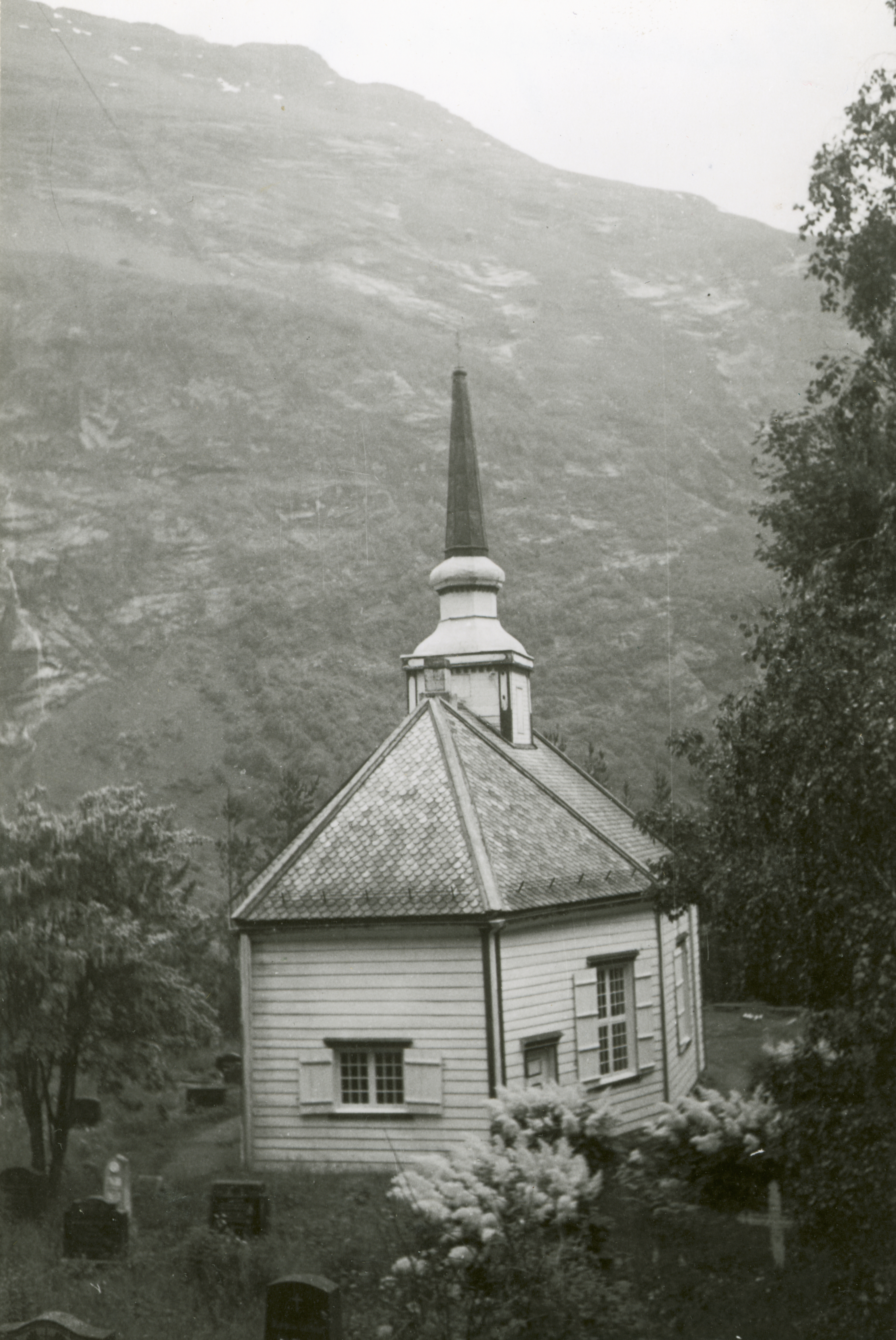
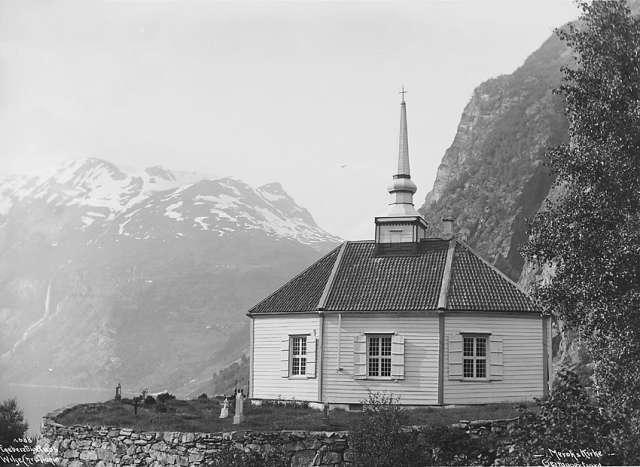
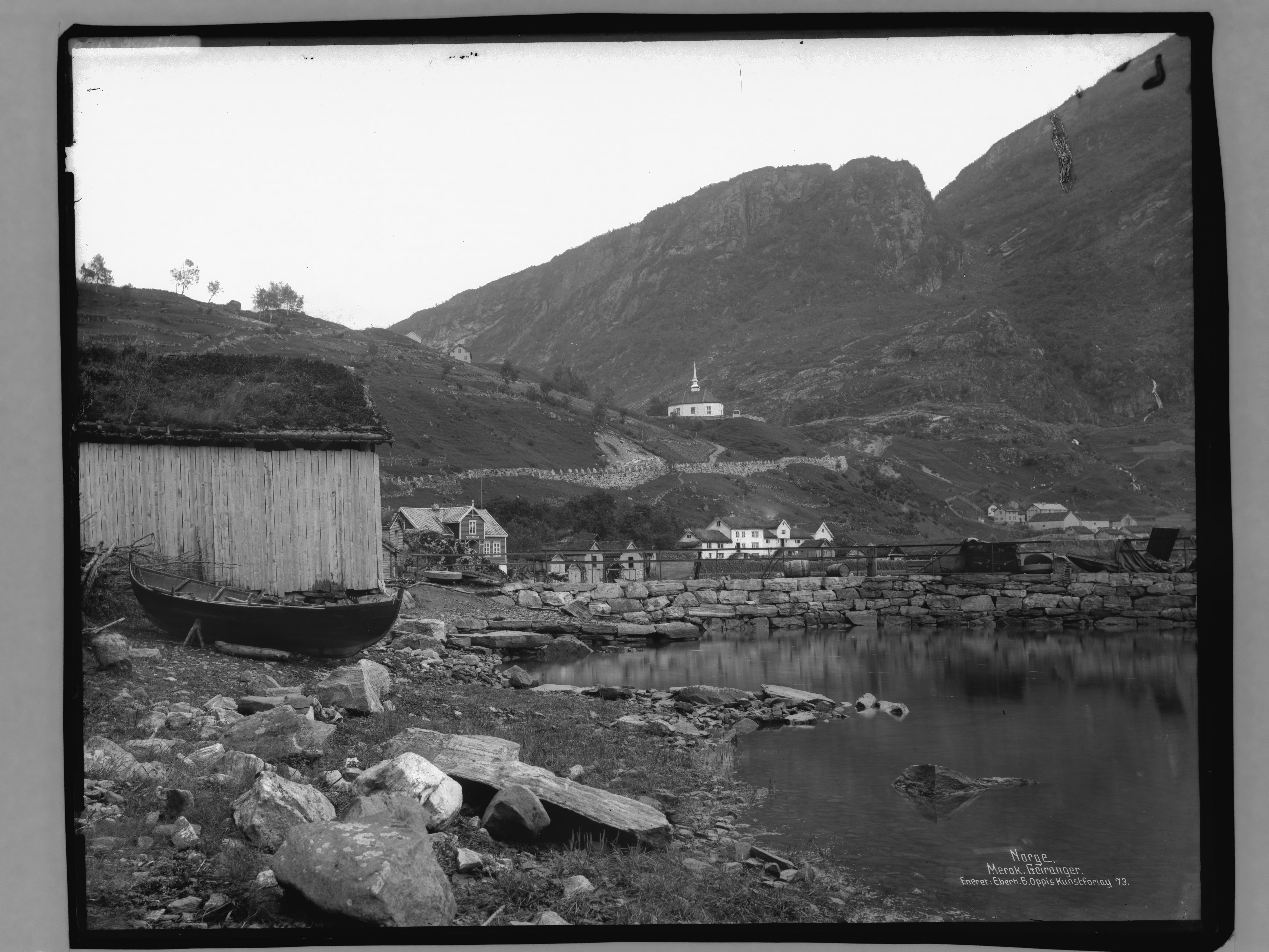
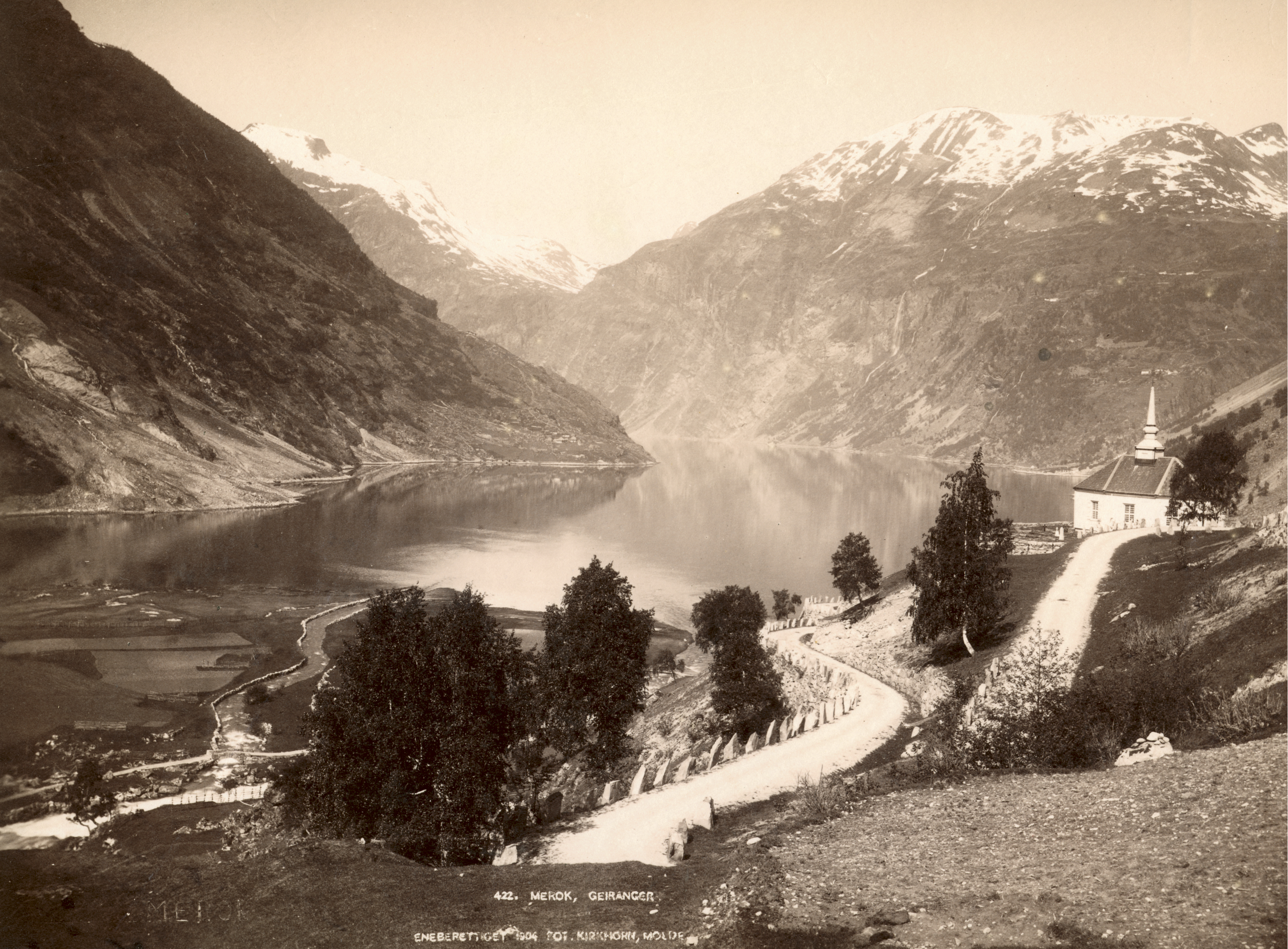